# Horn (Grünwalder Forst)
Das Horn ist ein Geländesporn und lokal höchste Erhebung über dem Isartal im Grünwalder Forst im Bayerischen Alpenvorland westlich von Straßlach.
Die Isarleite bildet hier einen markanten südseitigen Sporn. Am Horn befindet sich ein Marterl mit Aussicht über das Isartal. Das Horn ist per Forstweg zugänglich.

## Galerie

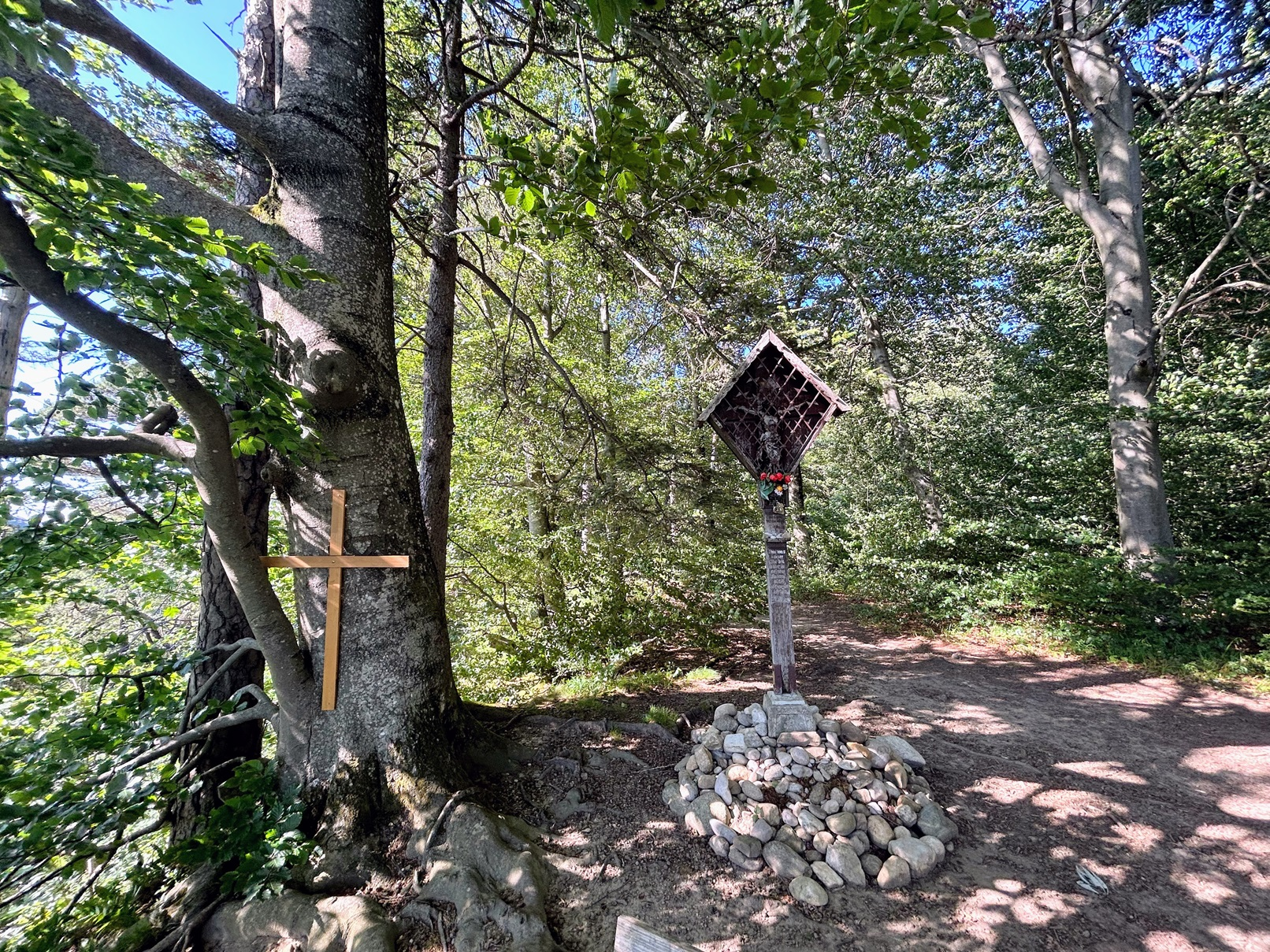
Marterl am Horn.